# پیوست گازی یونان-بلغارستان
پیوست گازی یونان-بلغارستان یا خط لوله یونان-بلغارستان (انگلیسی: Gas Interconnector Greece-Bulgaria) به اختصار خط لوله آی‌جی‌بی (اختصاری IGB) یک خط لوله انتقال گاز طبیعی است که در حال حاضر در حال ساخت است و قرار است شبکه‌های خط لوله گاز طبیعی یونان و بلغارستان را به هم متصل کند.

## مسیر و هدف
ظرفیت خط لوله ۳ تا ۵ میلیارد متر مکعب در سال با قابلیت جریان معکوس است. نقاط اتصال این خط لوله در کموتینی، یونان و استارا زاگورا، بلغارستان خواهد بود. طول این خط لوله حدود ۱۸۰ کیلومتر (۱۵۰ کیلومتر در بلغارستان، ۳۰ کیلومتر در یونان) خواهد بود. قطر لوله پیشنهادی ۳۲ اینچ (۸۱۳ میلیمتر) است. ساخت چنین خط لوله‌ای احتمالاً بین ۲۰۰ تا ۲۵۰ میلیون یورو هزینه خواهد داشت.
این پروژه در راستای استراتژی مشترک اتحادیه اروپا برای امنیت عرضه مبتنی بر بازار است که خواستار اتصال دو طرفه شبکه‌های ملی و به‌طور خاص ایجاد کریدور گاز جنوب است. در حالی که ظرفیت پروژه آی‌جی‌بی به‌طور کامل ظرفیت مورد انتظار در کریدور گاز جنوبی را برآورده نمی‌کند، بلغارستان به تنوع واقعی منابع تأمین گاز طبیعی دست خواهد یافت.

## توسعه پروژه
در ۱۴ ژوئیه ۲۰۰۹ تفاهم‌نامه‌ای بین هولدینگ انرژی بلغارستان، ادیسون کمپانی (ایتالیا) و دی‌ئی‌پی‌ای امضا شد که اصول توسعه و تحقق پروژه را تعریف می‌کند. در ژانویه ۲۰۱۱ یک شرکت مشترک "ICGB" توسط همین شرکا به ثبت رسید. شرکت مشترک مالک این خط لوله بوده و آن را احداث و راه‌اندازی خواهد کرد.
انتظار می‌رود این خط لوله در سپتامبر ۲۰۲۲ به بهره‌برداری برسد.